# 神の人
神の人（かみのひと、ギリシア語: ἄνθρωπος θεοῦ, ラテン語: homo Dei, 教会スラヴ語: человѣкъ Божій, ロシア語: человек Божий, 英語: man of God）とはキリスト教において以下を指す。
- 預言者[4][5][6][7]（旧約聖書に多くの用例がある、ただし旧約聖書における「神の人」のすべてが預言者を指すわけではない[注釈 1]）
- 神によって召された奉仕者・牧者・聖職者（新約聖書；テモテへの手紙一 6:11、テモテへの手紙二 3:17に用例がある）[注釈 2][5][6][8][9]
- 聖人[10]（正教会においては佯狂者・至福者を特に指すことがある[8][注釈 3]）
- 神と共に歩む人[11]
- 神の忠実な僕[5]
- 膏（油）を傅けられた（注がれた）者[5]
- 全てのキリスト者（クリスチャン）[6]

といった者達を指す。なお、ガブリエル（天使の名・人名）のヘブライ語における意味は「神の人」である。
上記の語義のうち、最初の二つ（「神の人」が、旧約聖書において預言者を指している用例があり、および新約聖書（テモテへの手紙）において神に召された奉仕者を指している用例があること）については、全てのキリスト教の教会に共通する理解である。
しかし他の語義・概念については見解が分かれる。プロテスタントにおいてはテモテへの手紙一6:11における註解で「神の人」は「全てのキリスト者（クリスチャン）」も指すと解しているが、正教会、カトリック教会の同箇所における注解にはそうした解釈が記述されていない。また、プロテスタントには聖職者・聖人の概念がそもそも無いため、「神の人」が「聖人」「聖職者」を指すと解される事もない。「聖人」「聖職者」「キリスト者（クリスチャン）」をめぐる理解の違いが、「神の人」をめぐる理解の相違の前提となっている。
「神の人」という表現は新約聖書のみならず、使徒教父による文書の中にも登場する。